# Spiroplasma chrysopicola
Spiroplasma chrysopicola è una specie di batterio appartenente alla famiglia delle Spiroplasmataceae.